# John Connor (Politiker)
John Connor (* 14. Februar 1944 im County Roscommon, Irland; † 27. Januar 2024 in Frenchpark, County Roscommon, Irland) war ein irischer Politiker der Fine Gael und von 1981 bis 1982, von 1989 bis 1992 sowie von 1992 bis 1997 Teachta Dála (Abgeordneter) im Dáil Éireann, dem irischen Unterhaus, und von 1983 bis 1989 und von 1997 bis 2002 Mitglied im Seanad Éireann, dem irischen Oberhaus.

## Biografie
Connor wurde bei den Wahlen zum Dáil Éireann 1981 für die Fine Gael im Wahlkreis Roscommon gewählt. Er verlor seinen Sitz jedoch schon wieder im Februar 1982 und konnte diesen auch bei den nächsten Wahlen im November 1982 zurückgewinnen. Er wurde stattdessen im Februar 1983 vom Taoiseach Garret FitzGerald für den Seanad Éireann nominiert. 1987 wurde er nicht in den Dáil Éireann gewählt, konnte aber den Sitz im Seanad Éireann durch die Wahl auf der Landwirtschaftsliste halten. Bei den Wahlen zum Dáil Éireann 1989 gelang es ihm dann wieder, für den Wahlkreis Roscommon  in den Dáil einzuziehen. 1991 wurde er auch in den Roscommon County Council gewählt. 1999 und 2004 konnte er den Sitz halten. 
Den Sitz im Dáil Éireann konnte er auch nach Neuzuschnitt von Wahlkreisen – er trat im Wahlkreis Longford–Roscommon an – bei den Wahlen 1992 verteidigen. Diesen Sitz verlor er allerdings bei den Wahlen 1997 wieder. Wiederum konnte er aber auf der Landwirtschaftsliste in den Seanad Éireann einziehen. 2002 wurde er nicht wiedergewählt und trat dann zu keinen Wahlen mehr an.
Bei einem von ihm verschuldeten Verkehrsunfall kam er 2024 ums Leben.